# 중국계 브루나이인
중국계 브루나이인(말레이어: Orang Cina Brunei; 영어: Chinese Bruneians; 중국어: 汶萊華人)은 브루나이 화교라고도 불리며 브루나이의 시민 또는 거주자인 한족, 특히 한족 혈통을 가진 중국인을 말한다. 2015년 기준으로 브루나이 인구의 10.1%를 차지하며 브루나이에서 두 번째로 큰 민족이다. 브루나이는 해외 화교들의 작은 공동체 중 하나이다. 브루나이의 많은 중국인들은 무국적자이다.
브루나이의 화교들은 그들의 상업적, 상업적 통찰력 때문에 정착하도록 격려되었다. 가장 큰 중국 그룹은 민남민계이고, 많은 것들은 중국의 진먼현과 샤먼시에서 유래되었다. 하카인과 광둥인은 중국 인구의 소수이다. 그들의 적은 수에도 불구하고, 민남민계는 상업적이고 기업가적인 전문 지식을 제공하고 종종 중국계 말레이시아 기업들과 공동 사업 벤처를 운영하면서 브루나이의 개인 및 비즈니스 부문에서 상당한 영향력을 가지고 있다.

## 역사
송나라(960년~1296년) 동안 포니(브루나이)와 중국 사이의 무역이 활발했다. 17세기까지 브루나이는 중국인 공동체를 가지고 있었다. 그러나, 무역은 18세기와 19세기에 쇠퇴했다. 브루나이가 영국의 보호국이 되고 나서야 이민이 다시 증가했다. 대부분의 이민자들은 사라왁, 싱가포르, 홍콩에서 왔다. 1904년 브루나이에는 약 500명의 중국인이 거주했으며, 대부분은 영국인이었다. 1929년 석유의 발견은 많은 사람들이 이 석유의 발견과 관련된 새로운 고용 기회를 찾으면서 중국인 이민자들의 증가로 이어졌다. 중국 인구는 1931년부터 1947년까지 4배로 증가하였다. 1960년 브루나이 인구의 4분의 1을 약간 넘는 화교들이 26%를 차지했다. 브루나이의 중국인 인구는 그 이후로 현저하게 감소했다. 그럼에도 불구하고, 2019년 현재 브루나이 인구의 10.3%를 차지하고 있으며, 이는 브루나이에서 두 번째로 큰 민족이다.

## 무국적
1986년 기준으로 90% 이상이 브루나이의 거주 세대에도 불구하고 브루나이의 시민권을 얻지 못한 것으로 추정된다. 최근 브루나이의 중국인들은 브루나이 시민권을 취득할 수 있지만, 많은 사람들이 브루나이 시민권을 취득하기 위한 주요 요건인 말레이어 시험을 극복하는 데 중요한 문제에 직면한다. 국적법의 개편이 내무부에 의해 저지되었다.

## 종교

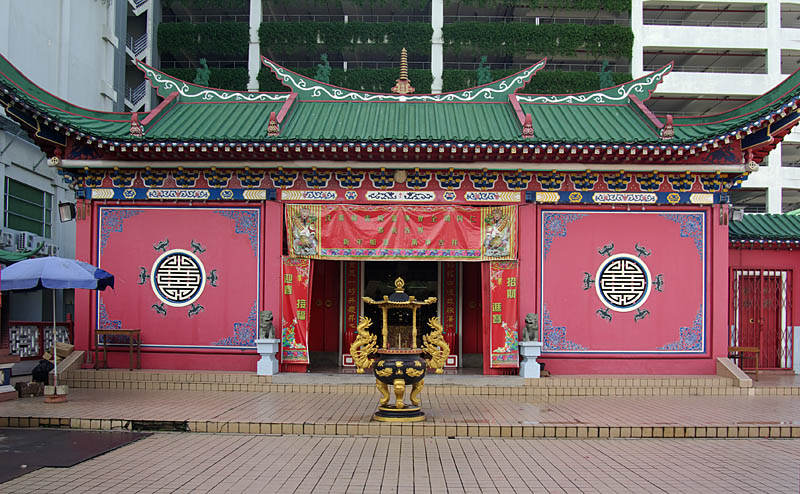
반다르스리브가완의 텡윤 사원

브루나이의 중국인 인구의 약 65%가 불교와 도교를 실천하고 있다. 추가로 20%가 기독교를 실천한다. 브루나이의 중국인 커뮤니티에는 이슬람교도, 다른 종교의 수행자, 그리고 비종교적인 개인들의 수가 총 15%에 달한다.

## 같이 보기
- 말레이시아 화교
- 중국계 싱가포르인
- 중국계 인도네시아인
- 중국계 태국인
- 호아족
- 중국계 라오스인
- 중국계 미얀마인